# ساموئل وست
ساموئل وست (انگلیسی: Samuel West؛ زادهٔ ۱۹ ژوئن ۱۹۶۶) بازیگر اهل بریتانیا است.
از فیلم‌ها یا برنامه‌های تلویزیونی که وی در آن نقش داشته‌است، می‌توان به جنگ جهانی دوم پشت درهای بسته: استالین، نازی‌ها و غرب، ون هلسینگ، هواردز اند، آیریس، وقایع‌نگاری فرانکنشتاین، باشگاه شورش، شاهزاده کاسپین و سفر کشتی سپیده‌پیما و راهی طولانی تا فینچلی اشاره کرد.

## افتخارات
- کاندیدای بفتای بهترین بازیگر مکمل مرد برای فیلم Howards End در سال ۱۹۹۲